# 五十猛村
五十猛村（いそたけむら）は、島根県邇摩郡にあった村。現在の大田市の一部にあたる。

## 地理
北部は日本海に面していた。

## 歴史
- 1889年（明治22年）4月1日、町村制の施行により、邇摩郡磯竹村が単独で村制施行し、五十猛村が発足[1][2]。
- 1956年（昭和31年）9月30日 - 大田市に編入され廃止[1][2]。

### 地名の由来
次の二説あり。
1. 出雲神話の五十猛命が韓浦（五十猛港）に上陸したことから。
2. 沖に竹嶋（竹島）があり、磯竹と名付けられた。

## 交通

### 鉄道
- 1818年（大正5年）- 国有鉄道山陰本線 五十猛駅開設[1]

### 港湾
- 五十猛港（大浦港）[1]